# Die Young
Die Young (zu Deutsch: Stirb jung) ist ein Lied der US-amerikanischen Sängerin Kesha. Der Song wurde am 25. September 2012 als Lead-Single ihres zweiten Studioalbums Warrior veröffentlicht. Der Song wurde von Kesha und Nate Ruess geschrieben und von Benny Blanco, Dr. Luke und Henry Walter produziert.
Die Young erreichte sowohl in den britischen Singlecharts als auch in den Billboard Hot 100 sowie in den Ö3 Austria Top 40 Platzierungen innerhalb der Top 10. Für über 150.000 verkaufte Einheiten wurde der Song in Deutschland von dem Bundesverband Musikindustrie mit einer Goldenen Schallplatte ausgezeichnet.

## Musikalisches
Die Young ist ein Dance-Pop und Electropop Song, welcher von Benny Blanco und Dr. Luke produziert worden ist. Der Text stammt von Nate Ruess in Zusammenarbeit mit Kesha. Kesha selbst gab an, dass sie sich vor ihrer Arbeit an ihrem zweiten Studioalbum Warrior auf eine spirituelle Reise begeben hatte und diese Erfahrungen in dem Text von Die Young eingeflossen sind. Der Song ist in cis-Moll geschrieben, Keshas Stimmumfang reicht von B3 bis C♯5. Der im Viervierteltakt komponierte Song hat ein Tempo von 130 Schlägen pro Minute.

## Kritik
Die Young erhielt gemischte Kritiken. Viele Kritiker sahen in diesem Song ein typisches Kesha-Lied, so zum Beispiel die Zeitschrift Seventeen oder die Rolling Stone. Stephan Müller von Plattentests.de hingegen fand alle Nummern von Keshas Album Warrior „aus- und umtauschbar“, so auch Die Young welches „ebenfalls als Nummer von Flo Rida durchginge“. Bemängelt wurde, dass Die Young Ähnlichkeiten zu anderen Produktionen von Dr. Luke aufweist, so zum Beispiel Teenage Dream von Katy Perry oder Domino von Jessie J. Ebenfalls wurde die Nutzung von automatischer Tonhöhenkorrektur kritisiert.

## Kommerzieller Erfolg
Die Young erreichte weltweit hohe Chartplatzierungen. In den Billboard Hot 100 stieg der Song am 13. Oktober 2012 ein und erreichte als beste Platzierung den zweiten Platz hinter Diamonds von Rihanna. Es war Keshas achte Top-10-Chartplatzierung in den Billboard Hot 100. In den Britischen Singlecharts mit Platz 7 und in den Ö3 Austria Top 40 mit Platz 4 gelangen dem Song weitere Top-10-Platzierungen. In Deutschland erreichte Die Young nur Platz 20 in den deutschen Singlecharts, konnte sich jedoch im Laufe der Zeit insgesamt über 150.000 mal verkaufen und wurde deshalb mit einer Goldenen Schallplatte ausgezeichnet. Erst im Jahr 2014 hob der Bundesverband Musikindustrie die Schwelle zur Verleihung einer Goldenen Schallplatte auf 200.000 Exemplare an.

### Chartplatzierungen
| ChartsChartplatzierungen       | Höchstplatzierung | Wochen |
| ------------------------------ | ----------------- | ------ |
| Deutschland (GfK)              | 20 (21 Wo.)       | 21     |
| Österreich (Ö3)                | 4 (17 Wo.)        | 17     |
| Schweiz (IFPI)                 | 23 (14 Wo.)       | 14     |
| Vereinigte Staaten (Billboard) | 2 (22 Wo.)        | 22     |
| Vereinigtes Königreich (OCC)   | 7 (19 Wo.)        | 19     |

| ChartsJahrescharts (2012)      | Platzierung |
| ------------------------------ | ----------- |
| Vereinigte Staaten (Billboard) | 85          |

| ChartsJahrescharts (2013)      | Platzierung |
| ------------------------------ | ----------- |
| Vereinigte Staaten (Billboard) | 57          |

### Auszeichnungen für Musikverkäufe
| Land/Region                  | Auszeichnungen für Musikverkäufe (Land/Region, Auszeichnung, Verkäufe) | Verkäufe  |
| ---------------------------- | ---------------------------------------------------------------------- | --------- |
| Australien (ARIA)            | 5× Platin                                                              | 350.000   |
| Deutschland (BVMI)           | Gold                                                                   | 150.000   |
| Italien (FIMI)               | Platin                                                                 | 30.000    |
| Kanada (MC)                  | Platin                                                                 | 80.000    |
| Mexiko (AMPROFON)            | Platin                                                                 | 60.000    |
| Neuseeland (RMNZ)            | 2× Platin                                                              | 30.000    |
| Schweden (IFPI)              | Platin                                                                 | 40.000    |
| Spanien (Promusicae)         | Gold                                                                   | 30.000    |
| Vereinigte Staaten (RIAA)    | 6× Platin                                                              | 6.000.000 |
| Vereinigtes Königreich (BPI) | Platin                                                                 | 600.000   |
| Insgesamt                    | 2× Gold · 18× Platin ·                                                 | 7.370.000 |

Hauptartikel: Kesha/Auszeichnungen für Musikverkäufe

## Radiobann
Nach dem Amoklauf an der Sandy Hook Elementary School am 14. Dezember 2012, bei dem insgesamt 28 Menschen, darunter 20 Kinder, ums Leben kamen, nahmen die meisten Radiosender in den Vereinigten Staaten den Song aus dem Programm, da ihrer Meinung nach der Textteil Die Young eine ungewollte Doppeldeutigkeit erlangt hatte. Kesha selbst äußerte Verständnis für diese Entscheidung. In den kommenden Tagen verlor der Song dadurch über 19 Millionen Zuhörer.